# Wolfgang Tutschke
Wolfgang Tutschke  (* 28. September 1934 in Görlitz; † 28. April 2021 in Graz) war ein deutscher Mathematiker, der sich mit Analysis beschäftigte.

## Werdegang

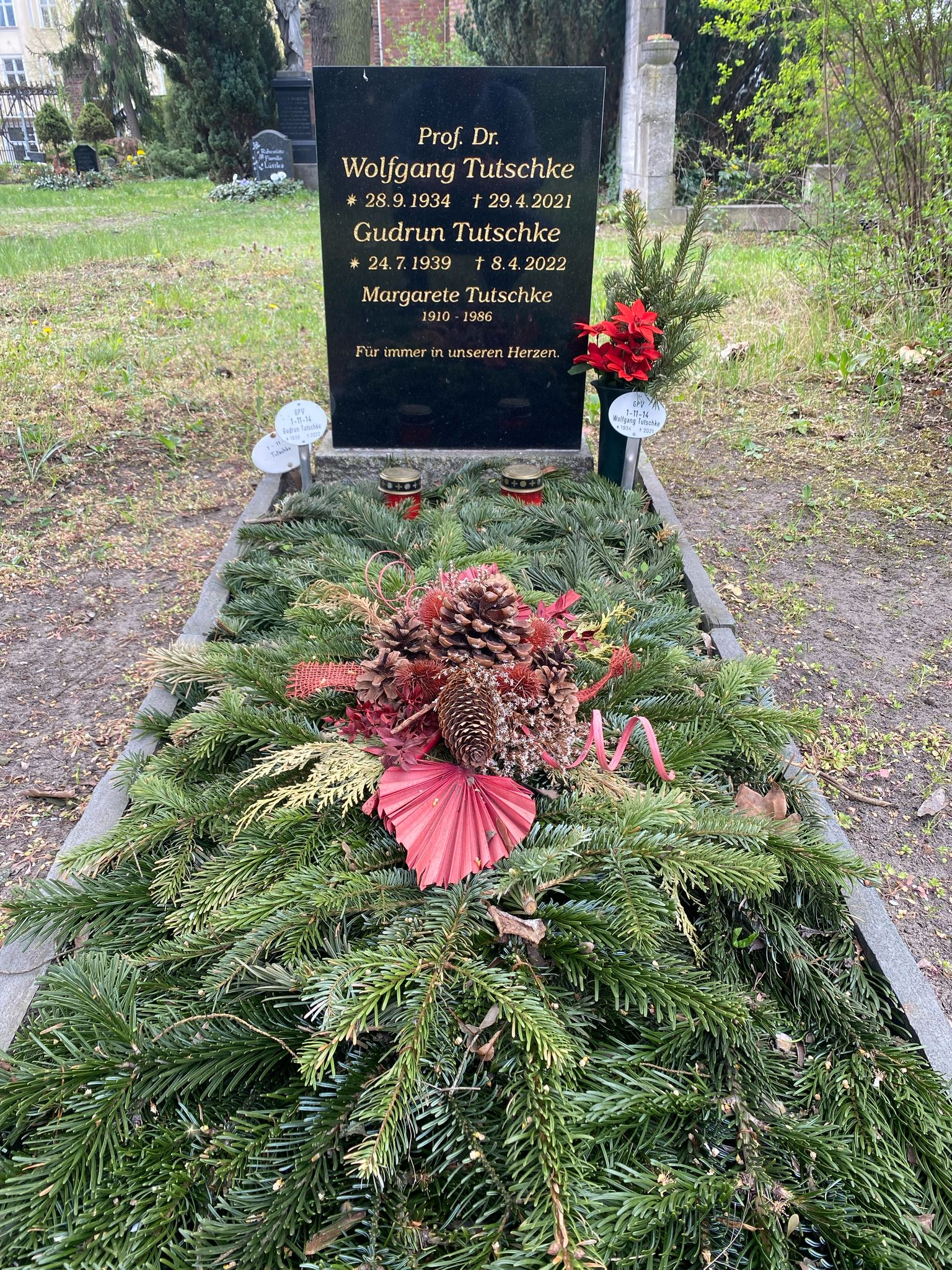
Grabstätte auf dem Georgen-Parochial-Friedhof V

Tutschke studierte an der Universität Leipzig (Promotion 1959 Entwicklungssätze auf berandeten Riemannschen Flächen mit nullwertigem Idealrand) bei Herbert Beckert und habilitierte sich 1965 an der Humboldt-Universität Berlin (Über periodische Lösungen nicht notwendig selbstadjungierter elliptischer Differentialgleichungssysteme in mehrfach zusammenhängenden Gebieten) bei Hans Salié. 1967 wurde er Professor an der Martin-Luther-Universität Halle-Wittenberg. Nach der Wende war er ab 1992 Professor an der Technischen Universität Graz.
Tutschke befasste sich unter anderem mit der Anwendung der Funktionentheorie auf partielle Differentialgleichungen.
Wolfgang Tutschke verstarb im Alter von 86 Jahren und wurde auf dem Georgen-Parochial-Friedhof V in Berlin beigesetzt. 

## Schriften
- Grundlagen der Funktionentheorie (= Hochschulbücher für Mathematik. Bd. 65). Deutscher Verlag der Wissenschaften, Berlin 1967.
- Grundlagen der reellen Analysis. 2 Bände. Vieweg, 1971.
- mit Rolf Klötzler, Klaus Wiener (Hrsg.): Beiträge zur Analysis. Heftreihe. Deutscher Verlag der Wissenschaften, Berlin 1971.
- Partielle komplexe Differentialgleichungen in einer und in mehreren komplexen Variablen (= Hochschulbücher für Mathematik. Bd. 82). Deutscher Verlag der Wissenschaften, Berlin 1977.
- Vorlesungen über partielle Differentialgleichungen. Teubner, 1978.
- Partielle Differentialgleichungen. Klassische, funktionalanalytische und komplexe Methoden. Teubner 1983.
- Partielle Differentialgleichungen. Teubner, 1983.
- mit Josef Naas: Große Sätze und schöne Beweise der Mathematik. Akademie, Berlin 1986.
- Solutions of initial value problems in classes of generalized analytic functions. The method of scales of Banach spaces. Springer, Teubner, 1989.
- mit Harkrishan Vasudeva: An introduction to complex analysis. Classical and modern approaches. Chapman and Hall, 2005.